# Tournoi britannique féminin de rugby à XV 1998
Cet article traite de l'épreuve féminine. Pour la compétition masculine, voir Tournoi des Cinq Nations masculin 1998.
Pour un article plus général, voir Tournoi des Six Nations féminin.
Navigation
Tournoi britannique féminin 1997 Tournoi féminin 1999
Le troisième Tournoi britannique de rugby à XV féminin 1998 se déroule du 8 février au 5 avril 1998 et oppose les équipes d'Angleterre, d'Irlande, d'Écosse et du pays Galles. L'Écosse remporte ce tournoi avec la Triple couronne tandis que l'Irlande reçoit la Cuillère de bois.

## Les matches
Les différentes rencontres du Tournoi se déroulent sur six journées entre février et avril.
| 8 février 1998  | Dublin                           | Irlande        | 00 - 15 | Écosse         |
| 15 février 1998 | Waterloo                         | Angleterre     | 29 - 12 | Pays de Galles |
| 1er mars 1998   | Cardiff                          | Pays de Galles | 12 - 22 | Écosse         |
| 21 mars 1998    | Stewart's Melville FP, Édimbourg | Écosse         | 08 - 5  | Angleterre     |
| 22 mars 1998    | Old Crescent RFC, Limerick       | Irlande        | 10 - 27 | Pays de Galles |
| 5 avril 1998    | Worcester                        | Angleterre     | 62 - 8  | Irlande        |

En marge du tournoi, la France est battue à domicile par l'Angleterre le 1er février 5 - 13 à Villeneuve-d'Ascq, puis battue 19 - 3 à Édimbourg le 21 février par l'Écosse qui remporte ainsi un Grand Chelem officieux.

## Le classement

Nations participant au Tournoi.

| Rang | Nation         | J | V | N | D | Pm | Pe  | Diff | Pts |
| ---- | -------------- | - | - | - | - | -- | --- | ---- | --- |
| 1    | Écosse         | 3 | 3 | 0 | 0 | 45 | 17  | +28  | 6   |
| 2    | Angleterre (T) | 3 | 2 | 0 | 1 | 96 | 28  | +68  | 4   |
| 3    | Pays de Galles | 3 | 1 | 0 | 2 | 51 | 51  | 0    | 2   |
| 4    | Irlande        | 3 | 0 | 0 | 3 | 18 | 104 | -86  | 0   |

|  | Vainqueur du tournoi  |
|  | T : tenante du titre. |